# 1979 au Yukon
Chronologie du Yukon
- 1975
- 1976
- 1977
- 1978
- 1979
- 1980
- 1981
- 1982
- 1983

Cette page concerne des événements d'actualité qui se sont produits durant l'année 1979 dans le territoire canadien du Yukon.

## Politique
- Premier ministre : Chris Pearson (Parti progressiste-conservateur)
- Chef de l'Opposition officielle : Iain McKay (Parti libéral)
- Commissaire : Frank Fingland (en) (intérim) (jusqu'au 20 janvier) puis Ione Christensen (en) (Du 29 janvier au 6 octobre) puis Douglas Bell (en)
- Législature : 24e

## Événements
- Fondation du Musée de Keno City Mining (en)
- 29 janvier : Ione Christensen (en) quitte ses fonctions de la mairesse de Whitehorse, car elle devient la première femme à être Commissaire du Yukon. Don Branigan prendra sa place, ce qui devient le 9e maire de cette ville.
- 22 mai : Le Parti progressiste-conservateur de Joe Clark remporte les élections générales fédérales mais devra former un gouvernement minoritaire. Dans la circonscription du territoire du Yukon, Erik Nielsen du progressiste-conservateur est réélu pour un neuvième mandat face au libéral Allen R. Lueck et du néo-démocrate Joe Jack.
- 6 octobre : Ione Christensen (en) quitte ses fonctions du commissaire, car elle se présentera sa candidature libérale aux prochaines élections fédérale du 18 février 1980 dans la circonscription fédérale de ce territoire.

## Décès
- 30 novembre : James Aubrey Simmons, député fédéral de Yukon—Mackenzie River (1949-1953) et Yukon (1953-1957) (º 8 juillet 1897)